# Escadron de protection
Un escadron de protection (EP ou détachement de protection, DP) est une unité de l'armée de l'air française chargée de la défense et de la protection du point sensible que constitue une base aérienne, avec son personnel, ses moyens et ses installations.
L'escadron de protection stationne sur la base aérienne qu'il est chargé de protéger. Cette unité est composée de militaires de l'armée de l'air, fusiliers de l'air, spécialistes de la protection et de la défense. La protection se différencie, selon qu'elle s'inscrit dans un cadre dit statique, ou dans un régime qualifié de dynamique.

## Insignes et traditions des escadrons de protection
Les fusiliers de l'air des escadrons de protection portent les insignes :
- de l'Armée de l'air ;
- des fusiliers de l'air ;
- de l'escadron de protection de la base aérienne.